# Lee Bermejo
Lee Bermejo (...) è un fumettista e disegnatore statunitense.

## Biografia
Bermejo ha iniziato la carriera collaborando con WildStorm per serie come Gen 13 e Superman/Gen 13.
Nel 2002 si fa conoscere per Batman/Deathblow: Fuoco incrociato, e cura le copertine della testata Batman: Gotham Knights per DC Comics.
In seguito ha lavorato con Mike Carey su Hellblazer (Vertigo), con Brian Azzarello su Lex Luthor: Man of Steel (DC Comics), e con Mike Mignola su Hellboy (Dark Horse Comics).
Nel corso della sua carriera ha collaborato anche con Adam Hugues e Warren Ellis.
Nel 2006 ha iniziato a lavorare per una miniserie dedicata al personaggio di Joker, che DC Comics, in seguito al successo ottenuto dal film Il cavaliere oscuro (2008), ha deciso di raccogliere in un unico volume, Joker HC (Joker HardCover).
Per tre mesi Bermejo si è trasferito in Italia, a Reggio Emilia, e ha fatto parte dello Studio Gioco Duro insieme ad altri artisti come Giuseppe Camuncoli e Jim Lee.
Nel 2011 Bermejo è al lavoro sul graphic novel Batman: Noel, in cui veste il ruolo sia di disegnatore che di sceneggiatore.
Nel settembre 2018 illustra la miniserie Batman: Damned, scritta da Brian Azzarello, conclusasi nel giugno 2019.

### Vita privata
Bermejo è sposato con la fumettista italiana Sara Mattioli.

## Stile
Tra gli autori che hanno avuto influenza sulle opere di Bermejo vi sono Jorge Zaffino, Phil Hale, Kevin Nowlan e Mike Mignola, tra gli scrittori Darwyn Cooke, tra i registi, Darius Kohndji, Chris Cunningham, Alex Proyas e Ericson Core; tra gli italiani, Bermejo cita Sergio Toppi, Attilio Micheluzzi, Ivo Milazzo e Massimo Carnevale.
Anziché computer grafica, nel suo lavoro Bermejo tende ad utilizzare le fotografie come referenza.
Lavorando molto come disegnatore di costumi di scena per i film, nel disegnare i costumi tende a realizzare «cose che avrebbero un bell'aspetto nel mondo reale, non solo nella pagina bidimensionale di un fumetto».

## Opere

### Storie a fumetti
- Wildcats Annual 2000 (WildStorm)
- Superman/Gen 13 n. 1-3  (DC Comics)
- Resident Evil: Fire & Ice n. 1-4  (WildStorm)
- Batman/Deathblow: Fuoco incrociato (Batman/Deathblow: After the fire) n. 1-3  (DC Comics/Wildstorm)
- Lex Luthor: Man of Steel n. 1-5  (DC Comics)
- Joker HC  (DC Comics)
- Batman Noël (DC Comics)
- Batman: Damned (DC Comics)
- Batman: The World (DC Comics)
- Before Watchmen: Rorschach (DC Comics)

### Varie
- C23: Special Edition (WildStorm)
- 100 Bullets n. 26  (Vertigo)
- Gen 13 n. 43-44,n. 66  (Wildstorm)
- Gen 13: Carny Folk n. 1  (Wildstorm)
- Action Comics n. 775, 800, 836  (DC Comics)
- President Luthor: Secret Files & Origins n. 1 (DC Comics)
- Global Frequency n. 9  (Wildstorm)
- Robotech n. 1  (Wildstorm)
- Hellblazer n. 182-183  (Vertigo)
- 9/11 n. 2  (DC Comics)
- Superman: Infinite Crisis (DC Comics)
- Daredevil n. 100  (Marvel Comics)